# Руски светитељи
Канонизација светитеља у Руској православној цркви у периоду њене зависности од Константинопољске патријаршије налазила се у надлежности кијевских и московских митрополита, али уз обавезну сагласност њима надређених црквених власти. У случајевима локалне канонизације епископи су могли да делују и без консултовања руског митрополита. Од доба митрополита Макарија (1542—1563) канонизација, како општенационална, тако и локална, поверава се саборима руских архијереја, а од XVII века патријарашкој власти. Од XVIII века Синод постаје једина канонизациона инстанца, међутим, закони донети у доба Петра Великог ("Духовни регламент") показују више него велику суздржаност према питањима канонизације, тако да је синодално раздобље обележено изузетно ограниченом праксом проглашења нових Светитеља. Тек у доба императора Николаја II, понајвише захваљујући његовој личној благочастивости, дошло је до живље активности на овом плану (7 новопроглашених Светих). Тачан број Светих канонизованих у РПЦ не може се поуздано установити. Најпоузданије синодално издање, „Тачни месецослов руских Светих“ из 1903, није без извесних омашки (у њему се, иначе, њихов укупан број процењује на 381). У новијем раздобљу тешкоћу представља и чињеница да је дошло до извесних канонизација у оквиру Руске заграничне цркве које још нису званично признате од Московске патријаршије (цар-мученик Николај II са породицом, 1700 новомученика од безбожника пострадалих, војник Евгени Родионов). Руски светитељи саборно се прослављају друге седмице по Духовима, у недељни дан, док је новојављеним мученицима Загранична црква установила саборни празник у недељу између 22. и 28. јануара. 
Руска православна црква је од свога оснивања канонизовала преко 2.500 људи. Поједини светитељи су посебно омиљени у руском народу. Руска православна црква саопштила је средином јула 2012. године да је у претходних 15 година канонизовала 1.700 светитеља, новомученика и исповедника од чега је само на сабору 2000. године збору руских светитеља прикључено 1.097 имена. Више од 15,3 милиона новомученика страдалих од комуниста тек треба да буде канонизовано. РПЦ има више канонизованих светитеља него све друге помесне цркве заједно. Руска православна црква може да канонизује упокојеног праведника ако је он допринео ширењу православља, ако је верно служио Богу, чинио чуда или страдао као мученик за православну веру. „Свети људи су у Цркви они који су се очистили од греха, који су стекли благодат Духа Светога и пројавили Његову силу у нашем свету“, објашњава архимандрит Тихон Софијчук, председник комисије за канонизацију у Кијевској епархији. Широк је распон критеријума за канонизацију. Не мора свако да исцељује људе додиром руке, довољно је да проживи живот пун хришћанских врлина.

## Први светитељи
Први Светитељи канонизовани у Руској цркви били су Света браћа Борис и Глеб, који се прослављају у чину „страстотерпаца“ - вољних страдалника овенчаних због непротивљења злу. То нису били први угодници Божији просијали у Русији: њима су претходили Варјази Теодор и Јован, мученици пострадали 983., Свети равноапостолни Владимир и Олга и Свети Михаил, први митрополит Кијевски († 992.). Међутим, Свети Борис и Глеб били су први овенчани изабраници Руске цркве. Виша јерархија (грчки митрополити) није била претерано наклоњена чину њиховог прослављења, особито ако се има у виду да су Света браћа пала као жртве политичког злочина, расправе и раздора међу кнезовима у борби за престо. Њихов подвиг у много чему је јединствен и парадоксалан: они нису пострадали због исповедања вере у Исуса Христа, него због следбеништва Христа, као савршене кротости, потпуног привољења Царству небеском и непротивљења злу, које касније постаје типично руски национални подвиг.

## Свети кнезови и књегиње
Посебан, веома многобројан светачки чин у Руској цркви сачињавају свети кнезови и књегиње (канонизовано их је скоро 50). За разлику од светих владалаца канонизованих у Грчкој цркви, углавном због заслуга у обарању јереси у епоси Васељенских сабора, подвиг руских кнезова углавном је везан за очување националне и верске самобитности, заштиту Цркве и државе. Унутар овога чина издваја се неколико ужих група: 
- Равноапостолни владаоци (Свети Владимир и Олга Кијевски),
- Кнезови и књегиње просјале у монашком образу (Никола Свјатоша, Ана Кашинска, Евфросинија Суздаљска, Ефросинија Московска),
- Кнезови-мученици (Свети Борис и Глеб, Василије Константинович, Михаил Черњиговски, Игор Кијевски, Андреј Богољубски) и
- Кнезови који су задужили свој народ несебичним служењем и борбом за очување државности и утврђење православне вере (Свети Александар Невски, Гаврило - Всеволод и Довмонт Псковски, Мстислав Ростиславич Храбри).

## Свети епископи
Канонизовано је и око 70 епископа - неки као образац аскетских врлина (Свети Јован Шангајски, Св. Никита Новгородски, Стефан Владимиро-Волински, Јефрем Перејаславски, Јевтимије Новогородски), други за проповедање Еванђеља незнабошцима (Јован Новгородски, Леонтије и Исаија Ростовски, Стефан Пермски, Инокентије Иркутски, Јован и Павле Тобољски), трећи због борбе за правду и истину, неретко и по цену исповедништва (Герман Казански, Филип Московски), четврти за заслуге у развоју Цркве и државе (Петар, Алексије и Јона Московски). Преподобни земље руске (Св Антоније Печерски, Св. Теодосије Печерски и 118 Кијево-Печерских подвижника, Сергије Радоњешки, Нил Сорски, Серафим Саровски и др) углавном су, за разлику од строго аскетског идеала египатског и сиријског монаштва, блиски палестинским оцима по свом социјално-харитативном служењу свету, подвигу саможртвене љубави и спремности на трудове и свако послушање. Међу хришћанима који су живели у свету прослављења су у чину праведних удостојени Симеон Верхотурски, Артемије Веркољски, Петар и Февронија Муромски, Јулијана Лазаревска и др. Најзад, Руска црква канонизовала је и 37 Христа ради јуродивих (блажених), највећим делом из XV и XVI века (Василије...), по чему превазилази све остале помесне православне цркве.